# Thörigen
Thörigen is een gemeente en plaats in het Zwitserse kanton Bern, en maakt deel uit van het district Oberaargau.
Thörigen telt 1.046 inwoners.